# Диккенс, Андре
Андре Диккенс (англ. Andre Dickens; род. 20 июня 1974, Атланта) — американский политический и государственный деятель. Действующий мэр Атланты в штате Джорджия. Является членом городского совета Атланты и одержал победу над председателем совета Фелисией Мур во втором туре выборов мэра Атланты в 2021 году. Директор по развитию некоммерческой технологической организации TechBridge.

## Биография
Родился 17 июня 1974 года в Атланте. Вырос на юго-западе Атланты и учился в средней школе Бенджамина Элайджи Мэйса, а затем поступил в Технологический институт Джорджии, где в 1998 году получил степень в области химического машиностроения. Получил степень магистра государственного управления в области экономического развития в Университете штата Джорджия.
25 февраля 2022 года отменил требование о ношении масок от COVID-19 в помещениях в Атланте, положив конец почти двухлетним ограничениям в ресторанах, отелях и других местах.

## Личная жизнь
Является диаконом баптистской церкви Новый Горизонт на северо-западе Атланты. Имеет дочь Бейли и сожительницу Никки Эванс.